# Enrico Caetani

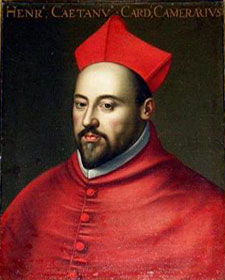
Porträt Kardinal Enrico Caetani

Enrico Caetani (* 6. August 1550 in Sermoneta; † 13. Dezember 1599 in Rom) war ein italienischer Kardinal und Titularpatriarch.

## Leben

Kardinalswappen
(schematische Darstellung)

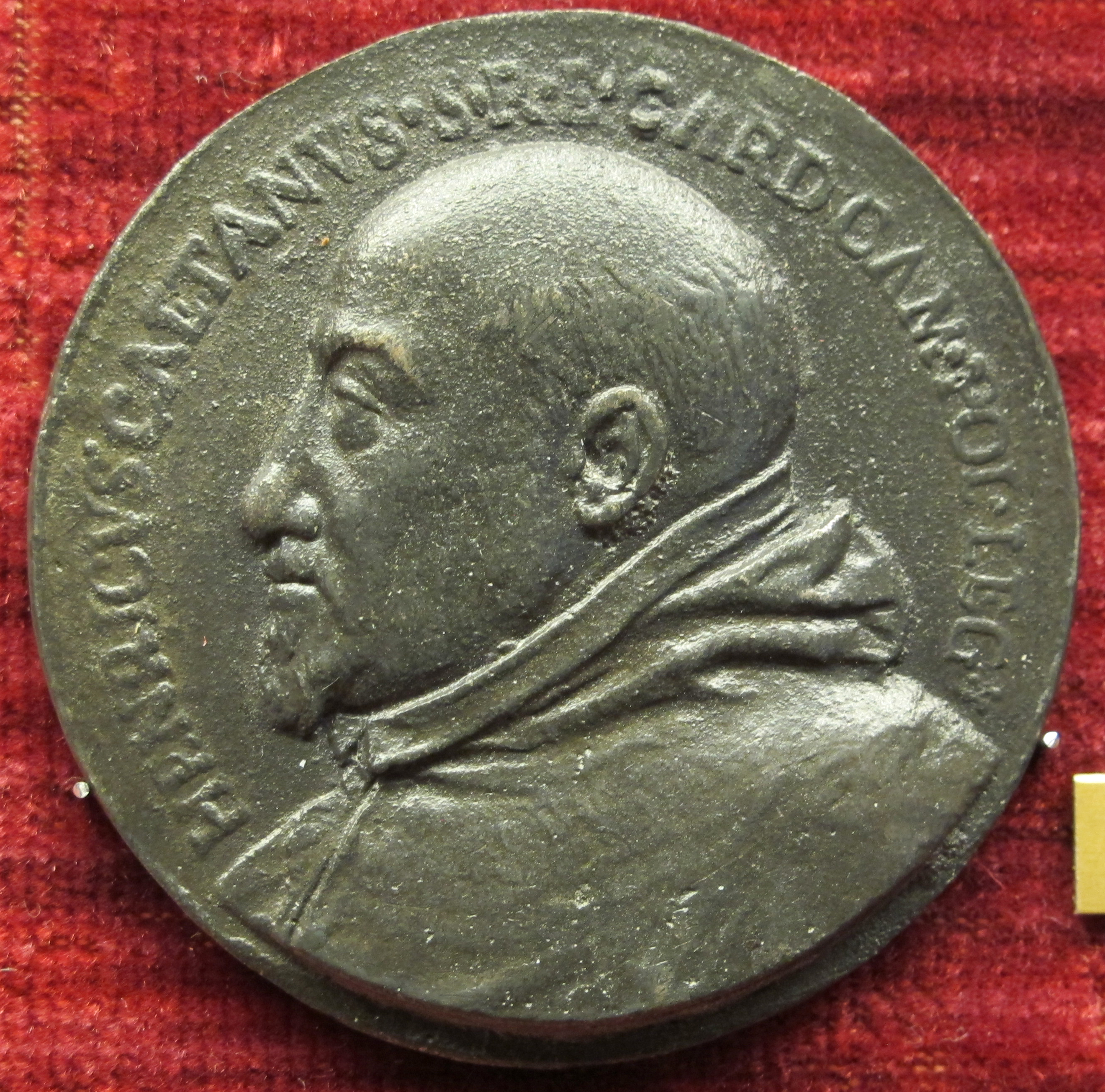
Medaille mit Enrico Caetani
(nach 1585)

Er wurde als zweiter Sohn von Bonifacio Caetani, Herr von Sermoneta, und Katharina, Tochter des Herrn von Carpi, Alberto Pio, in Sermoneta geboren. Enrico war Neffe von Kardinal Niccolò Caetani und Bruder von Camillo Caetani, Onkel von Bonifazio und Antonio Caetani und Großonkel von Kardinal Luigi Caetani. Unter seinen Vorfahren ragt Benedetto Caetani heraus, der spätere Papst Bonifatius VIII.
Er studierte an der Universität Perugia, wo er 1571 in utroque iure abschloss.
Am 29. Juli 1585 wurde er zum Lateinischen Patriarchen von Alexandria erwählt und am 11. August desselben Jahres von Kardinal Giulio Antonio Santori in der Sixtinischen Kapelle zum Bischof geweiht. Am 18. Dezember desselben Jahres erhob ihn Papst Sixtus V. zur Kardinalswürde. Am 15. Januar 1586 erhielt er den Kardinalshut und wurde Kardinalpriester von Santa Pudenziana.
1589 wurde er vom Papst an der Spitze der päpstlichen Gesandtschaft nach der Ermordung König Heinrichs III. nach Frankreich gesandt, um die Kirche während des Bürgerkriegs zwischen Katholiken und Hugenotten zu verteidigen. Er wurde vom Jesuiten-Kardinal Robert Bellarmin, einem berühmten Theologen, begleitet.
Enrico Caetani nahm am Konklave 1591, das Papst Innozenz IX. wählte, und am Konklave 1592, das Papst Clemens VIII. wählte, teil.
Er starb im Alter von 49 Jahren und erhielt ein aufwendiges Grabmal in seiner Titelkirche.